# Хоуп, Нил
Нил Хоуп (англ. Neil Hope, иногда произносится как Нейл Хоуп, 24 сентября 1972, Торонто, Канада — 25 ноября 2007, Гамильтон, Канада) — канадский актёр.
Известен по ролям в сериалах из цикла «Деграсси»: Робин «Грифф» Гриффитс (Robin «Griff» Griffiths) в «Детях с улицы Деграсси» и Дерек «Уилз» Вилер (Derek «Wheels» Wheeler) в последующих частях («Подростки с улицы Деграсси», «Старшеклассники с улицы Деграсси», «Прощай, школа», «Деграсси: следующее поколение»).

## Биография
Нил Хоуп родился в Торонто в неблагополучной семье. В возрасте 10 лет он прошёл отбор для съёмок в одной из серий «Детей с улицы Деграсси». Однако съёмочной группе понравилась его работа, и его персонаж стал постоянным действующим лицом сериала.
В 1986 году создатели сериала решили продолжить темы школьных проблем с более серьёзными сюжетными линиями и появилось продолжение сериала — «Подростки с улицы Деграсси». Некоторые из актёров, занятых в первой части (в том числе Нил), были приглашены к дальнейшему участию. В результате обсуждения было принято решение снимать сериал с новыми действующими лицами и Грифф превратился в Уилза (Derek «Wheels» Wheeler).
В 1987 году отец Нила умер от цирроза печени. Нил решил обратить внимание создателей сериала Деграсси на проблему алкоголизма в семьях и добился успеха. В скором времени вышло несколько серий, посвященных тому, как тяжело жить детям с родителями-алкоголиками.
Авторы Деграсси временами включали элементы реальных жизней актёров в их характеры, чтобы сделать сюжетные линии более правдоподобными для аудитории. В этом же году умирает брат Нила и сценаристы, заручившись согласием актёра, «убивают» обоих родителей его персонажа в автокатастрофе.
В 1992 году некоторые актёры приняли участие в создании документального 6-серийного фильма «Расскажите об этом Деграсси» («en:Degrassi Talks»)  (англ.). Нил принял участие в создании серии о проблемах, вызываемых употреблением алкоголя.
После окончания съёмок Нил отошёл от актёрской деятельности, однако, когда в 2001 году начались съёмки нового сериала «Деграсси: следующее поколение», он вернулся к периодическому участию в проекте, продолжая исполнять роль Дерека Вилера. (2 серии в 2001 году и 1 в 2003).
Скончался 25 ноября 2007 года в канадском Гамильтоне в возрасте 35 лет.

## Фильмография
| Год         | Русское название                   | Оригинальное название           | Персонаж                |
| ----------- | ---------------------------------- | ------------------------------- | ----------------------- |
| 2003        | «Деграсси: Следующее поколение»    | «Degrassi: The next generation» | Derek «Wheels» Wheeler  |
| 2001        | «Деграсси: Следующее поколение»    | «Degrassi: The next generation» | Derek «Wheels» Wheeler  |
| 1992        | «Расскажите об этом Деграсси»      | «Degrassi Talks»                | Himself                 |
| 1992        | «Прощай, школа»                    | «School’s Out»                  | Derek «Wheels» Wheeler  |
| 1989 — 1991 | «Старшеклассники с улицы Деграсси» | «Degrassi High»                 | Derek «Wheels» Wheeler  |
| 1987 — 1989 | «Подростки с улицы Деграсси»       | «Degrassi Junior High»          | Derek «Wheels» Wheeler  |
| 1982 — 1986 | «Дети с улицы Деграсси»            | «Kids of Degrassi Street»       | Robin «Griff» Griffiths |